# موسى الأسود
الأنبا موسى الأسود (332-408م) Saint Moses the Black - بالقبطية: abba Mouch (يلقب أيضا بالقديس القوي الأنبا موسى الأسود)- هو قديس مسيحي ناسك وراهب قبطي مصرى عاش واستشهد بين القرنين الرابع والخامس الميلادي، لقب بالأسود بسبب لون بشرته حيث تعود اصوله غالبا لبلاد النوبة جنوب مصر، بدأ حياته كلص وقاطع طريق ثم تاب وترهبن وتعتبر سيرته من اقوى وأشهر سير التوبة في تاريخ الكنيسة القبطية ولذا يلقب بالقديس القوي (ليس لقوة بنيته الجسمانية فقط وانما لقوة توبته).

## نشأته وحياته الأولى
- لا يعرف الكثير عن نشأته الا انه يرجح انه ولد مابين 330 -340 م وتعود اصوله للنوبة (أقصى جنوب مصر), كان عبدًا لرئيس قبيلة تعبد الشمس (كانت عبادة شائعة في مصر القديمة)، لكن من فرط شروره عاقبه بقسوة فهرب وراح ينتقم من كل سيد وغنى طرده سيده، فاشتغل بأعمال النهب والسطو والقتل، وكان ذا جسم ضخم جبار يساعده على ذلك، وقيل أنه بسبب تلك المؤهلات صار رئيسًا لعصابة قطاع طرق واشاع الذعر حتى لقبه الناس بالشيطان الأسود.
- يقول بلاديوس الذي كتب سيرته بين ما كتب من سير الآباء: «إن القليل المعروف عن شبابه ليس فيه ما يُعجب به»، ولشدة قوته يُروى أنه أراد ذات يوم الاقتراب من قطيع أغنام ولكن الراعي أطلق كلابه علي موسى، فغضب موسى ولاحقا رأى الراعي والقطيع على الجانب الآخر من النهر فقفز في المياه وسيفه في فمه، وقيل أنه سبح لمسافة 1700 م، وما أن لمحه الراعي حتى فرّ هاربًا، فتحول انتقام موسى من الراعي إلى الخراف حيث انتقى أفضل أربعة خراف ليذبحها ويحملها كلها معه عائدًا كما جاء، وعلى الجانب الآخر جلس يأكل أفضل لحمها، ثم قام فباع البقية والجلود ليحصل من ثمنها على الخمر ولم يفق من سكره إلاّ اليوم التالي حين عاد إلى رفقائه.

## ايمانه بالمسيحية
- كان موسى يعبد الشمس ومحبا للقوة ومع كثرة مراقبته للشمس تنامى لديه شعور بأن الشمس إله ناقص لأنه يغيب نصف اليوم وليس مطلق القوة فصار يكلمها قائلاً: «ايتها الشمس إن كنتِ أنتِ الإله فعرّفيني، وإن لم تكوني فيا أيها الإله الذي لا أعرفه عرفني ذاتك..», ولا حقا سمع شخصا يقول له: «أن رهبان برية شيهيت يعرفون الله فاذهب إليهم وهم يعرفونك» فقام لوقته وتقلد سيفه وأتي إلى البرية (وقيل انه انتقل أيضا بسبب رؤية رآها إضافة لمطاردة السلطات له).
- في برية شيهيت (الاسقيط) تقابل مع القديس ايسيذورُس قس القلالي خارجًا من قلايته ليذهب إلى الكنيسة، فارتعب من منظره. فسأله الشيخ: «ماذا تريد يا أخي هنا؟» أجابه موسى: «قد سمعت أنك عبد الله الصالح، ومن أجل هذا هربت وأتيت إليك لكي ما يخلصني الإله الذي خلصك». وكان يطلب منه بإلحاح وخشوع: «أريد أن أكون معك، ولو أني قد صنعت خطايا كثيرة وشرورًا عظيمة».فأخذ ايسيذوروس يسأله عن حياته، فاعترف له موسى بكل ما صنع من شرور. ولما رأى أنبا ايسيذورُس صراحته أخذ يعلمه ويعظه كثيرًا بكلام عن الله وكلمه عن الدينونة العتيدة، وتركه لتأملاته.
- أخذ موسى يذرف الدموع الغزيرة، إذ كره الشر وعزم على التخلص منه، وكان الندم الحار يجتاح نفسه ويُقلق نومه مثل شبح مخيف. فجاء إلى أنبا ايسيذورُس وركع أمامه واعترف بصوتٍ عالٍ بشروره وجرائمه في انسحاق يدعو إلى الشفقة وسط دموع غزيرة، فاصطحبه إلى الأنبا مقاريوس الذي وضعه تحت رعايته وأخذ يعلمه ويرشده برفقٍ، ثم منحه نعمة العماد، وسلمه إلى أنبا ايسيذورُس لكي يعلّمه.

## رهبنته
- بعد مدة طلب موسى من الأب ايسيذورُس أن يصير راهبًا، فأخذ ايسيذورُس يشرح له متاعب حياة الرهبنة من جهة تعب البرية ومحاربات الشياطين والاحتياجات الجسدية، وقال له: «الأفضل لك يا ابني أن تذهب إلى أرض مصر لتحيا هناك». وكان هذا على سبيل اختبار موسى، لكن بعد أن رأى ثباته وصدق نيته أرسله ثانية إلى القديس مقاريوس الكبير أب البرية.
- اعترف موسى علانية في الكنيسة بجميع خطاياه وقبائحه الماضية. وكان القديس مقاريوس أثناء الاعتراف يرى لوحًا عليه كتابة سوداء، وكلما اعترف موسى بخطية مسحها ملاك حتى إذ انتهى الاعتراف وجد اللوح أبيضًا كله. بعد ذلك وعظه الأنبا مقاريوس، وأعاده إلى القس ايسيذورُس الذي ألبسه إسكيم الرهبنة وأوصاه قائلًا: «اجلس يا ابني في هذه البرية ولا تغادرها، لأنه في اليوم الذي تخرج فيه منها تعود إليك كل الشرور. لذلك أقِم زمانك كله فيها، وأنا أؤمن أن الله سيصنع معك رحمة ونعمة وسيسحق الشيطان تحت قدميك».

## حياته الرهبانية
- سكن في بادئ الأمر مع باقى الرهبان في الدير، ولكنه بسبب كثرة الزائرين طلب من الأنبا مقاريوس مكانًا منعزلًا، فأرشده إلى قلاية منفردة وعاش فيها مثابرًا على الصلوات والاصوام والعبادة ليقاوم كل فكر شرير أو محاربة من الشهوات تعيده لارتكاب الشرور.
- في إحدى المرات ولشدة حرب الشهوات داخله خرج وأعلن هذا للأب اسيذوروس. . فأخذه وأصعده إلى السطح وقال له: أنظر إلى المغارب. فرأى حشدًا من الشياطين بلا عدد مضطربًا جدًا يحدث شغبًا استعدادًا للحرب. فقال له ثانية: أنظر إلى المشارق. فتطلع فرأى حشدًا من الملائكة القديسين الممجدين. فقال الأب ايسيذوروس: أنظر، هؤلاء هم الذين يرسلهم الله لمساعدة القديسين. أما الذين في الغرب فهم الذين يحاربونهم. فالذين معنا هم أكثر عددًا. وهكذا شكر موسى الله وتشجّع ورجع عائدًا إلى قلايته.
- بناء على نصيحة أب اعترافه كان يحاول موسى أن ينهك جسده القوي بالوقوف في الصلاة والصوم والمطانيات. ومن أجل قمع جسده كان يطوف بالليل بقلالي الرهبان الشيوخ ويأخذ جرارهم ويملأها ماءً. ضجر الشيطان من فرط جهاده، فالتقى به عند البئر في إحدى المرات وضربه ضربًا موجعًا وتركه غير قادرٍ على الحركة، إلى أن جاء بعض الإخوة إلى البئر وحملوه إلى الكنيسة عند الأب ايسيذورُس، وظل في الكنيسة ثلاثة أيام إلى أن استرد قوته على الحركة.
- مرة سطا على قلايته أربعة لصوص فربطهم جميعًا وحملهم وأتى بهم إلى الكنيسة. ولما علم هؤلاء اللصوص أنه موسى الذي كان رئيسًا لعصابة لصوص، أرادوا أن يتوبوا ويترهّبوا، فوعظهم بكلام كثير محركًا قلوبهم.
- من فرط جهاده تصدت له الشياطين حتى أن مرشده الأنبا ايسيذورُس نصحه بالاعتدال في أعماله النسكية حتى لا يثيروا المتاعب عليه، وطلب إليه أن يسلّم أمره لله وهو وحده يرفع عنه القتال، حتى لا يظن أنه بكثرة أعماله النسكية يقهر الشياطين، ولكن بالتواضع والمسكنة الروحية الله يحارب عنا.

## رسامته قسًا
- بسبب جهاده وفضائله أرادوا أن يرسموه قسًا، وعندما أراد البطريرك أن يمتحنه قبل رسامته أمر الكهنة أن يطردوه بمجرد دخوله الهيكل ويقولون له: «أخرج من هنا يا أسود اللون». ولما طردوه أرسل البطريرك وراءه شماسًا فسمعه يقول لنفسه: «لقد فعلوا بك ما تستحقه لأنك لست إنسانًا، وقد تجرأت على مخالطة الناس. فلماذا تجلس معهم؟» وتمت رسامته قسًا بمدينة الإسكندرية بيد البابا ثيؤفيلس البطريرك الـ23. وسُمِع صوتًا يقول «أكسيوس أكسيوس أكسيوس. مستحق مستحق مستحق». وبعد أن ألبسوه التونية البيضاء قالوا له: «ها قد صرت كلك أبيضًا يا موسى» أما هو فأجاب في تواضع وقال: «ليت هذا يكون من الداخل كما من الخارج».

## فضائله
- عاش موسى منكرًا لنفسه حتى أن حاكمًا سمع بفضائله فاشتاق أن يراه. وإذ علم موسى بهذه الزيارة هرب، وفي أثناء هروبه تقابل معه الحاكم وسأله عن قلاية الأب موسى فقال له: «وماذا تريد أن تسأله؟ إنه رجل عجوز وغير مستقيم». اضطرب الحاكم وقصد الدير وقال لهم ما حدث، فلما سألوه عن أوصاف ذلك الشخص اتضح أنه هو نفسه الأب موسى وانه قال ذلك إنكارًا لذاته.
- نال من الله موهبة عمل المعجزات وصنع العجائب بسبب حبه وتواضعه وجهاده ونسكه الشديد.
- ذُكِر عن أحد الرهبان أنه سقط في زلةٍ ما، فانعقد مجمع لمحاكمته، وأرسلوا يدعون الأب موسى. أماّ هو فلم يرد أن يأتي. فأرسل إليه الكاهن رسالة قائلًا: هلمّ يا موسى، الشعب ينتظرك. فلما ألحّوا عليه نهض وأتى يحمل كيسًا مثقوبًا فيه رمل. فلما رآه الإخوة الذين خرجوا للقائه تعجبوا، وقالوا له: ما هذا يا أبانا؟ أجابهم: «أنتم تدعونني لأحكم على أخٍ لي في زلةٍ، وهذه ذنوبي خلفي تجري دون أن أراها ولا أحس بها». فخجلوا منه وعفوا عن الأخ المذنب.
- ذات مرة صدرت في الإسقيط وصية بالصوم في ذلك الأسبوع. وحدث أثناء ذلك أن زار بعض الإخوة الأب موسى قادمين من مصر، فأعدّ لهم طعامًا. فلما رأى الإخوة الدخان المتصاعد، قالوا للآباء: «انظروا ها قد أوقف موسى صيامه وأعدّ لنفسه طعامًا». أمّا هم فقالوا لهم: عندما يأتي إلينا سنكلمه. ولما جاء السبت ورأى الآباء عمله الصالح، قالوا له أمام الإخوة: يا أبانا موسى، لقد حللت وصية الناس وحفظت وصية الله (أي ضيافة الغرباء).

## استشهاده
- في تلك الفترة بدأت جماعات من البربر تشن هجومها على برية شيهيت (الاسقيط) لنهبها واستشهد موسى فو اولى تلك الغارات والتي كانت في سنة 408م
- أتي البربر إلى الدير وبالروح علم موسى بمجيئهم قبل وصولهم. قال ذلك لمن معه من الرهبان وكان عددهم سبعة، وطلب إليهم أن يهربوا. فلما سألوه عن نفسه وقالوا له: «وأنت ألا تهرب يا أبانا؟» قال: «منذ زمن طويل وأنا انتظر هذا اليوم لكي يتم قول السيد المسيح من يأخذ بالسيف بالسيف يُؤخَذ» (متى 26: 52). قالوا له: «نحن أيضًا لا نهرب ولكن نموت معك»، فقال لهم: «هوذا البربر يقتربون إلى الباب»، فدخل البربر وقتلوهم ولكن واحدًا منهم كان خائفًا فهرب إلى الحصن ورأى سبعة تيجان نازلة من السماء توّجت السبعة، فتقدم ليستشهد هو أيضا.

و كان ذلك في اليوم الرابع والعشرين من شهر بؤونة سنة 408 م وكان في سن الخامسة والسبعين.

## من أقواله
- ليست خطية بلا مغفرة الا التي بلا توبة.
- لا تكن قاسى القلب على اخيك فاننا جميعا تغلبنا الأفكار الشريرة.
- الذي يعتقد في نفسه انه بلا عيب فقد حوى في ذاته سائر العيوب.
- اطلب التوبة في كل لحظة ولا تدع نفسك للكسل لحظة واحدة.
- كما يفعل السوس في الخشب كذلك تفعل الرذيلة في النفس.
- كمثل بيت لا باب له الإنسان الذي لا يحفظ لسانه.
- احبب المساكين لتخلص بسببهم في اوان الشده.
- أربعة تحفظ النفس:- الرحمة لجميع الناس – ترك الغضب –الاحتمال -إخراج الذنب من القلب بالتسبيح
- احتمل الخزي والحزن من اجل اسم المسيح بإتضاع وقلب شغال وأطرح امامه ضعفك فسيكون لك الرب قوة.
- إذا حسن لك الزنا فأقتله بالتواضع والجأ بنفسك الي الله فتستريح وإذا حوربت بجمال الجسد فتذكر نتونته بعد الموت فإنك تستريح.
- اختبر نفسك كل يوم وتأمل في أي المحاربات انتصرت ولا تثق بنفسك بل قل الرحمة والعون هما من الله لا تظن في نفسك انك أجدت شيئاً من الصلاح الي آخر نسمة في حياتك.
- إذا تقبل الإنسان الزجر والتوبيخ فإن ذلك يولد له الأتضاع.
- تواضع القلب يتقدم الفضائل كلها والكبرياء هو اساس الشرور كلها.
- احفظ سمعك لئلا تجمع لك حزناً في ذاتك، احفظ عينيك لئلا يمتلئ قلبك اشباحاً خفية، احفظ لسانك ليسكن في قلبك خوف الله .